# NGC 1680
NGC 1680 is een balkspiraalstelsel in het sterrenbeeld Schilder. Het hemelobject werd op 28 december 1834 ontdekt door de Britse astronoom John Herschel.

## Synoniemen
- PGC 16058
- ESO 203-4
- IRAS 04471-4754